# 龍族教義
《龍族教義》是由卡普空開發的開放世界動作角色扮演遊戲，2012年5月於PlayStation 3和Xbox 360發售。2013年4月推出加強版《龍族教義：黑暗再臨》，隨後陸續移植到Windows、PlayStation 4和Xbox One，Switch版預定於2019年4月23日推出。遊戲背景設定在一座中古歐洲奇幻風格的「葛蘭西斯半島」，主角因故成為一名「覺醒者」，身負使命前去擊敗強大的飛龍，並尋找成為覺醒者的意義。
遊戲中可操作主角一人進行戰鬥，此外也能獲得各種NPC同伴的幫助，這些名為「隨從」的NPC會實際參與戰鬥，隨從可由玩家自行創造或是透過線上模式來徵召。遊戲戰鬥方式相當多樣化，針對特定怪物或魔王可以攻擊弱點部位，甚至能爬到怪物背上攻擊。
本作由伊津野英昭擔任製作總監，在2008年便已著手進行開發。遊戲靈感來自於《上古卷軸IV：遺忘之都》、《神鬼寓言II》等西方RPG作品。《龍族教義》原版受到普遍好評，對於戰鬥設計與隨從系統頗為讚賞，而負評主要在於遊戲內容不夠充實。擴張版《黑暗再臨》進一步改善了遊戲細節並提供更多怪物與關卡，彌補了原版內容不足之處。
2015年8月，MMORPG類型的《龍族教義Online》在日本地區獨佔推出。
原創網絡動畫《龍族教義》於2020年9月17日在Netflix獨家播放。續作《龙之信条2》於2024年3月22日發售。

## 遊玩方式

玩家攀爬到會飛行的怪物身上以進行有效的攻擊

遊戲中，玩家可選擇各種職業，諸如：戰士、法師、遊俠、刺客、魔弓手等等。職業系統讓玩家嘗試不同的戰鬥策略，例如戰士著重於近戰砍殺、遊俠則擁有攀爬怪物的技能。角色的性別與外表也能自定義。角色成長系統分為人物等級與職業等級兩種，人物等級影響角色的生命值、攻擊力、防禦力等各項基礎素質，職業等級則影響可學習的招式技能。
隨從系統是本作一大特色。玩家最多可招募三位隨從組成小隊，雖然這些隨從都是不可操作的NPC，但玩家可以向他們下達簡單的指令，諸如進攻、回到玩家身邊、治療玩家等等。三位隨從其中的一位由玩家自行創造，另外兩位可在旅途中招募，或是在線上模式中雇用其他玩家創造的角色。隨從不僅參與戰鬥，也會提供怪物弱點、任務線索等重要提示。
攀爬系統是本作戰鬥的一項特點，主角可以攀爬到怪物身体或是某些場景物件上。不同於大多數動作遊戲面對大型敵人時只能單純攻擊腳部，《龍族教義》允許玩家自由攀爬大型敵人，並且能攻擊任何一個部位。適時使用攀爬有機會改變戰況，例如玩家可以抓住獅鷲獸的腳直接攻擊，但爬到背上攻擊其頭部則會造成更致命的傷害。這種攀爬系統類似於《汪達與巨像》。
遊戲地圖設計為一個廣大的開放世界，市鎮中的NPC們擁有自己的生活作息，玩家可以和他們閒聊、交易、接任務，另外NPC對話全都有配音。遊戲也具備動態天氣和日夜交替機制。

## 開發

### 開發計畫
《龍族教義》的構思來自於卡普空的製作人伊津野英昭。早在2000年，一款新RPG以及隨從系統的雛形已在他心中成形，但隨後由於《惡魔獵人2》的開發動工便暫時擱置了這項計畫。2008年《惡魔獵人4》開發完成之後，卡普空要求伊津野英昭提出一項能夠達到全球百萬銷量的新作企劃，最後他決定製作一款ARPG類型作品。這種RPG基本上只有單人模式，但擁有少量的多人連線要素，也就是後來的隨從系統。伊津野英昭從BBS（電子布告欄）的模式獲得了隨從系統的靈感，也就是具備少量的資訊交流，但又不像MMORPG那樣受到其他玩家的直接影響或干擾。
然而《龍族教義》的提案並非總是一帆風順。在2008年的環境下，當時類似隨從系統概念的手機社交遊戲在日本尚未興起，諸如《惡魔靈魂》與《黑暗靈魂》之類的西式硬派RPG也還沒發售，開放世界類型在日本也不流行，卡普空也沒有開放世界RPG的開發經驗。由於上述種種因素，卡普空高層對於《龍族教義》的提案抱持懷疑的態度。伊津野英昭以《上古卷軸IV：遺忘之都》和《神鬼寓言II》等案例向高層解釋開放世界RPG在歐美地區的成功，最終說服高層同意開發《龍族教義》。 開發歷程長達三年多，公司內部加上外部的開發團隊超過300人，其中大部分成員來自於《惡魔獵人4》的團隊。

### 美術與劇本
遊戲的場景與腳本主要由村田治生負責處理，包含劇情任務以及人物對話的安排。《龍息之焰》系列的製作人池原實負責本作世界觀與部分腳本，雖然他僅參與早期開發過程，但也提供不少中古奇幻風格的相關設定、以及一些RPG系統的概念。森橋賓果也參與了本作腳本設定，以往他曾參與過《惡魔獵人系列》和《蒼翼默示錄：Calamity Trigger》的腳本設計。製作人伊津野英昭曾表示本作部分世界觀的靈感來自於《魔戒》、《龍與地下城》和《說不完的故事》等作品。製作團隊曾多次前往歐洲考察當地風景與建築，作為遊戲設定的參考素材。
遊戲的美術監督是池野大悟與田中誠兩人，池野大悟曾經手過《快打旋風系列》、《惡魔獵人系列》和《鬼武者系列》的人物設定。遊戲中的龍是由池野自己設計的，他參考了民間傳說中那些龍的形象，並努力將這種奇幻生物塑造得更有真實感。遊戲的背景圖與概念藝術圖由鈴木謙一與克雷格·穆林斯負責。美術監督田中誠曾形容《龍族教義》是一個「正統奇幻開放世界」，如同好萊塢電影一樣，易於玩家快速融入作品的世界觀。遊戲中的怪物形象也不是憑空想像，而是參考現實中的傳說與童話故事，盡量貼近大眾熟知的形象而不會過度天馬行空，這種設計手法受到麥克·米格諾拉的《地獄怪客》、三浦建太郎的《烙印勇士》等作品影響。

### 遊戲系統
開發者的目標是效仿一些知名的西方RPG作品，諸如《異塵餘生3》、《上古卷軸IV：遺忘之都》、《神鬼寓言II》，而非傳統日式RPG風格。製作人伊津野英昭提到本作的開放世界、自創角色等設計主要是針對全球市場來考量。《龍族教義》專注於動作方面的體驗，一部分是因為卡普空的團隊對於動作類型的開發經驗已足夠純熟。遊戲操作機制承襲自其他卡普空旗下的動作遊戲，一些動作要素與戰鬥風格源自於《惡魔獵人系列》。最初的開發概念也源自於卡普空早期的大型電玩作品《地獄神龍》，相較於《魔物獵人系列》繼承《地獄神龍》的多人合作戰鬥概念，《龍族教義》更像是強化單人戰鬥冒險體驗的《地獄神龍》。
遊戲採用卡普空自家的MT Framework 2.0版引擎來進行開發，該遊戲引擎曾用於《失落的星球》、《惡魔獵人4》等卡普空遊戲。由於這是首次使用MT Framework引擎來製作開放世界遊戲，因此面臨許多難題與調整。以往MT Framework引擎的遊戲都是固定場景，在進入每個場景時所需使用的資料都會一次加載完畢，但如今要轉換成開放世界模式則會導致劇烈的變化。經過調整後，當玩家移動時就能及時更新並載入附近的環境資料。環境渲染方面，使用了「延遲光照」(Deferred lighting)技術，在減少硬體負擔的前提下仍能保持光源的真實性。人物動作方面，同時採用動作捕捉與逆運動學兩種方式。關於角色攀爬大型怪物的動作，在物理引擎方面也採用了新的演算法。

## 發行
《龍族教義》原本計畫在2010年的東京電玩展上與《DmC：惡魔獵人》一同發表，但當時遊戲品質還未達到預期所以取消了。2011年4月，卡普空在網站上首次揭露本作的消息，當時遊戲預定在2012年初發售，但之後延期了幾個月。2012年4月24日，官方釋出了遊戲的試玩版，讓玩家體驗角色創造系統、兩種職業、兩張地圖與BOSS戰，另外在試玩版創造出來的角色可以繼承到正式版遊戲。2012年5月22日，遊戲首先在北美地區發售，台灣地區則在5月24日發售。正式版遊戲還附贈一份《惡靈古堡6》試玩版的下載序號。

### 龍族教義：黑暗再臨
2012年9月，卡普空宣布《龍族教義》的擴張版《龍族教義：黑暗再臨》已開始製作，與原版一樣在PlayStation 3和Xbox 360平台發售。該版本新增了一個名為「黑咒島」的新地圖、多種新武器、裝備、怪物、新角色與劇情。黑咒島被設定為一座傳說中的終極地牢，充滿各種強大的敵人。另外原版遊戲的存檔也可以直接繼承到《黑暗再臨》。新版的製作人松川美苗與監督木下研人都曾參與過原版《龍族教義》的開發。2013年4月23日，《黑暗再臨》於北美地區發售，4月25日於日本發售。
Windows版的《黑暗再臨》其實早已有推出的計畫，但由於種種因素而延宕。Windows版的移植作業由波蘭的工作室QLOC負責，該工作室以往曾移植過《DmC：惡魔獵人》的PC、PS4和Xbox One版本。Windows版《黑暗再臨》於2016年1月15日發售。2017年10月，PlayStation 4和Xbox One版也隨之發售。繁體中文版也在10月4日推出。2019年1月，官方宣布Switch版將在2019年4月23日發售。

## 主題曲
B'z『Into Free -Dangan-』
『龍族教義』主題曲。
Raychell『Colis of Light』
『龍族教義：黑暗再臨』主題曲。

## 評價

### 原版
| 汇总媒体   | 得分                     |
| ---------- | ------------------------ |
| Metacritic | PS3：78/100 X360：75/100 |

| 媒体                    | 得分   |
| ----------------------- | ------ |
| Eurogamer               | 8/10   |
| G4                      | 4/5    |
| Game Informer           | 8.5/10 |
| Game Revolution         | [ 41 ] |
| GamesMaster             | 84%    |
| GameSpot                | 8/10   |
| GamesTM                 | 8/10   |
| GameTrailers            | 8.7/10 |
| IGN                     | 7.5/10 |
| 英国PlayStation官方杂志 | 8/10   |
| 官方Xbox杂志英国        | 8/10   |
| Play                    | 4.8/10 |
| PlayStation杂志         | 8.5/10 |
| Fami通                  | 34/40  |
| Digital Spy             | [ 52 ] |
| RPGamer                 | 4/5    |
| The Guardian            | [ 54 ] |
| The Telegraph           | [ 55 ] |

原版遊戲在日本與歐美受到不少好評。Fami通給予本作34/40的評分，並頒發「名人堂：金牌」的獎項，對於戰鬥的多元化、隨從系統的成效、有趣的支線任務、獨特的職業設計等層面予以讚賞。在Metacritic網站上，PlayStation 3版獲得78/100的媒體平均分數、Xbox 360版獲得75/100的平均分數。
Game Informer給予遊戲8.5/10的評分。評論者認為遊戲的戰鬥系統、隨從系統與角色成長都令人驚艷，可以說動作性就是本作的核心特色。Eurogamer給予遊戲8/10的評分，評論者認為本作是一款優秀的奇幻遊戲，精彩的單人遊戲體驗足以彌補多人遊玩的缺乏。GameSpot給予遊戲8/10的評分，評論者認為本作擁有在所有RPG之中最棒的BOSS戰，比方說允許玩家攀爬到怪物身上，讓戰鬥本身更加充滿刺激、新鮮與史詩感。在流程中玩家也會面臨到不少抉擇，並引導出令人難忘的結局。不過遊戲的任務引導設計不夠好，也缺乏足夠的快速旅行方式，浪費太多時間在枯燥的來回往返路程。IGN給予遊戲7.5/10的評分，評論者認為本作具備能成為最佳動作RPG的規模與挑戰性，然而在角色塑造、劇情任務方面都欠缺打磨且平淡無奇。

### 黑暗再臨
| 汇总媒体   | 得分                                                         |
| ---------- | ------------------------------------------------------------ |
| Metacritic | PC：81/100 PS3：80/100 X360：77/100 PS4：78/100 XONE：80/100 |

| 媒体             | 得分                        |
| ---------------- | --------------------------- |
| Eurogamer        | 9/10                        |
| Game Informer    | 8.5/10                      |
| GameTrailers     | 8.8/10                      |
| IGN              | PS3/X360：7.9/10 PC：8.9/10 |
| 官方Xbox杂志英国 | 8/10                        |
| PC Gamer美国     | 81%                         |
| Forbes           | 9/10                        |

《黑暗再臨》獲得普遍正面的評價。在Metacritic網站上，PC版本獲得81/100的評分。IGN給予PC版8.9/10的評分，評論者認為遊戲稱得上是偉大的動作RPG，流暢度接近完美。如果能接受這種未符合現在水準的畫質，那麼將會是一場有趣的體驗。

### 銷量
遊戲在日本發售後一週，PS3版銷量便已超過30萬份，Xbox 360版銷量超過2萬9千份。美國地區發售後首週銷量達到9萬多份。遊戲發售一個月後，全球銷量超過150萬份。雖然遊戲原本是以西方市場作為主要目標，不過根據統計，日本地區的銷量遠超預期，相較之下歐美地區仍有成長空間。
《黑暗再臨》在日本發售後一週，PS3版銷量超過12萬份，Xbox 360版銷量超過9千份。PC版由於較晚發售因此銷量也較低，但仍成為卡普空由史以來銷售最快、銷量最高的PC版遊戲之一。

## 衍生作品

### 龍族教義：遠征
《龍族教義：遠征》（Dragon's Dogma Quest）是一款2D卡牌RPG，僅在日本地區推出。2013年7月23日於iOS平台推出、2013年12月19日於PlayStation Vita平台推出。本作是免費商城制，遊戲畫面從3D變成2D，戰鬥系統變成卡牌形式。iOS版在2014年10月14日停止營運、PS Vita版在2015年1月30日停止營運。

### 龍族教義Online
2015年1月27日，卡普空宣布將推出系列新作《龍族教義Online》，一款登上PS3、PS4、PC平台的免費商城制MMORPG。遊戲於2015年8月31日正式開放遊玩，但僅限日本地區。本作也支援跨平台多人連線。2016年2月，台灣卡普空曾宣布《龍族教義Online》預定於2017年在台灣推出，但至今為止仍沒有相關後續消息。

### 動畫
2019年3月，Netflix宣布將推出遊戲改編動畫，由日本CG動畫公司Sublimation負責製作。動畫預定於2020年9月17日開播。

## 續作
《龙之信条》续作存在的消息一直被作为小道消息报道，直到2022年6月，由卡普空举行的《龙之信条》10周年纪念网络发布会上，监督伊津野英昭正式宣布《龙之信条》续作《龙之信条2》（英語：Dragon's Dogma 2）正在开发中，将使用卡普空的RE引擎制作。2023年5月的索尼Showcase网络发布会上，正式公布了《龙之信条2》的预告片，之后卡普空确定本作将登陆PlayStation 5、Xbox Series X/S以及Windows平台。2024年3月22日，《龙之信条2》正式發售。

## 外部連結
- 官方网站（英文）
- 官方网站（日語）